# Nuku Hiva
Nuku Hiva is een eiland in de Stille Oceaan en maakt deel uit van de Marquesaseilanden (Frans-Polynesië). Het is het grootste eiland van deze archipel. Voorheen was het eiland ook bekend als Île Marchand en Madison Island.
Het hoogste punt van dit eiland ligt op 1224 m en heet Tekao.

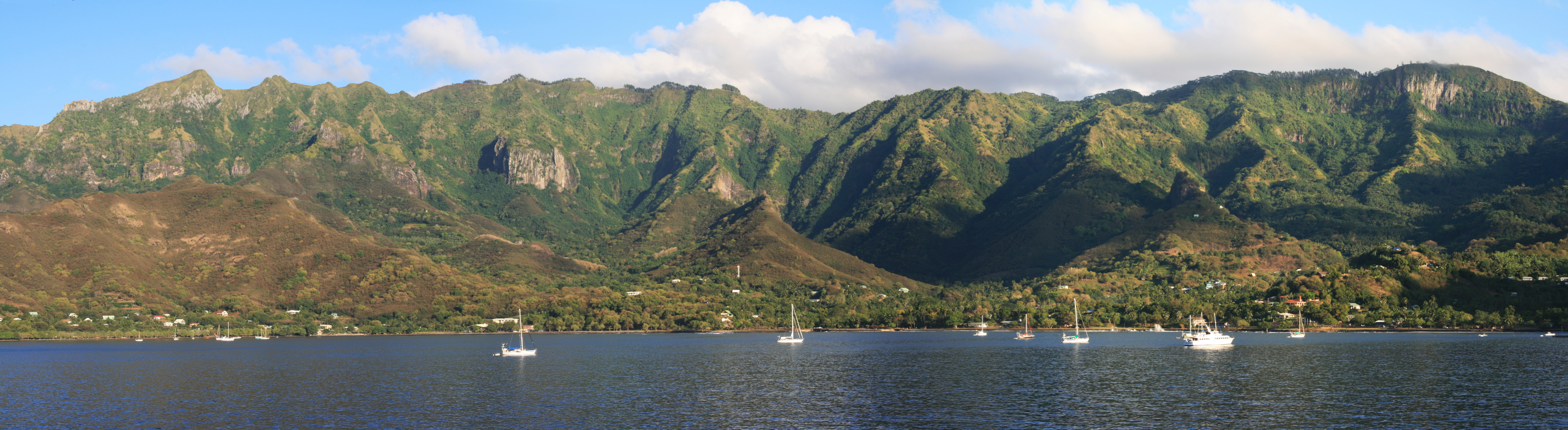
Baai van Taiohae

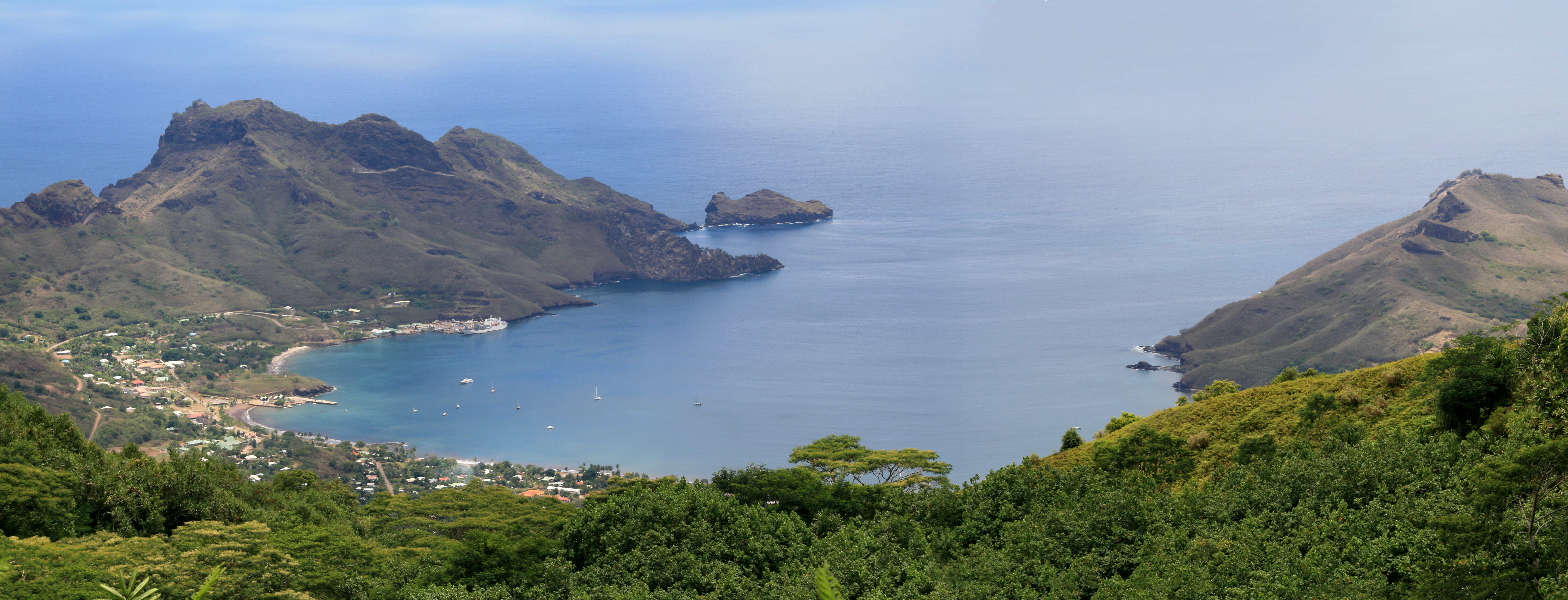
Baai van Taiohae

Noordelijke groep:
Eiao ·
Hatutu ·
Motu Iti ·
Motu One ·
Nuku Hiva ·
Ua Huka ·
Ua Pou
Zuidelijke groep:
Fatu Hiva ·
Fatu Huku ·
Hiva Oa ·
Moho Tani ·
Motu Nao ·
Tahuata